# Самойлов, Денис Андреевич
Дени́с Андре́евич Само́йлов (15 мая 1999, Красноярск) — российский футболист, полузащитник клуба «Челябинск».

## Биография
Воспитанник спортивной школы «Енисея». Сразу после выпуска ушёл в «Оренбург». В первые годы взрослой карьеры выступал за ряд клубов второго дивизиона: «Носта» (Новотроицк), «Текстильщик» (Иваново) и «Долгопрудный» (причем за подмосковный коллектив полузащитник сыграл лишь в одном кубковом матче против «Зоркого»). В 2020 году вернулся в «Енисей».
Весной 2022 года Самойлов вместе с командой дошел до полуфинала Кубка России. 11 мая в матче 1/2 финала против московского «Спартака» (0:3) Самойлов в перерыве заменил Александра Канаплина.
Летом 2023 года заключил контракт с футбольным клубом «Тюмень».
В июне 2024 вернулся из аренды обратно в «Енисей».

## Вне футбола
В 2016 году, будучи футболистом «Енисея-М», спас пенсионерку от грабителей, которые пытались отобрать у неё сумку. Самойлов догнал одного из мужчин и удерживал его до приезда полиции. За этот поступок был награждён нагрудным знаком «Горячее сердце».